# Čeněk Junek

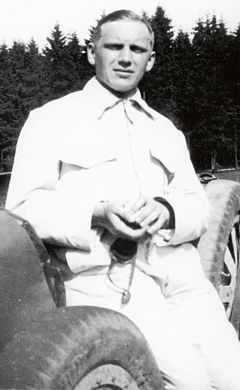
Čeněk Junek

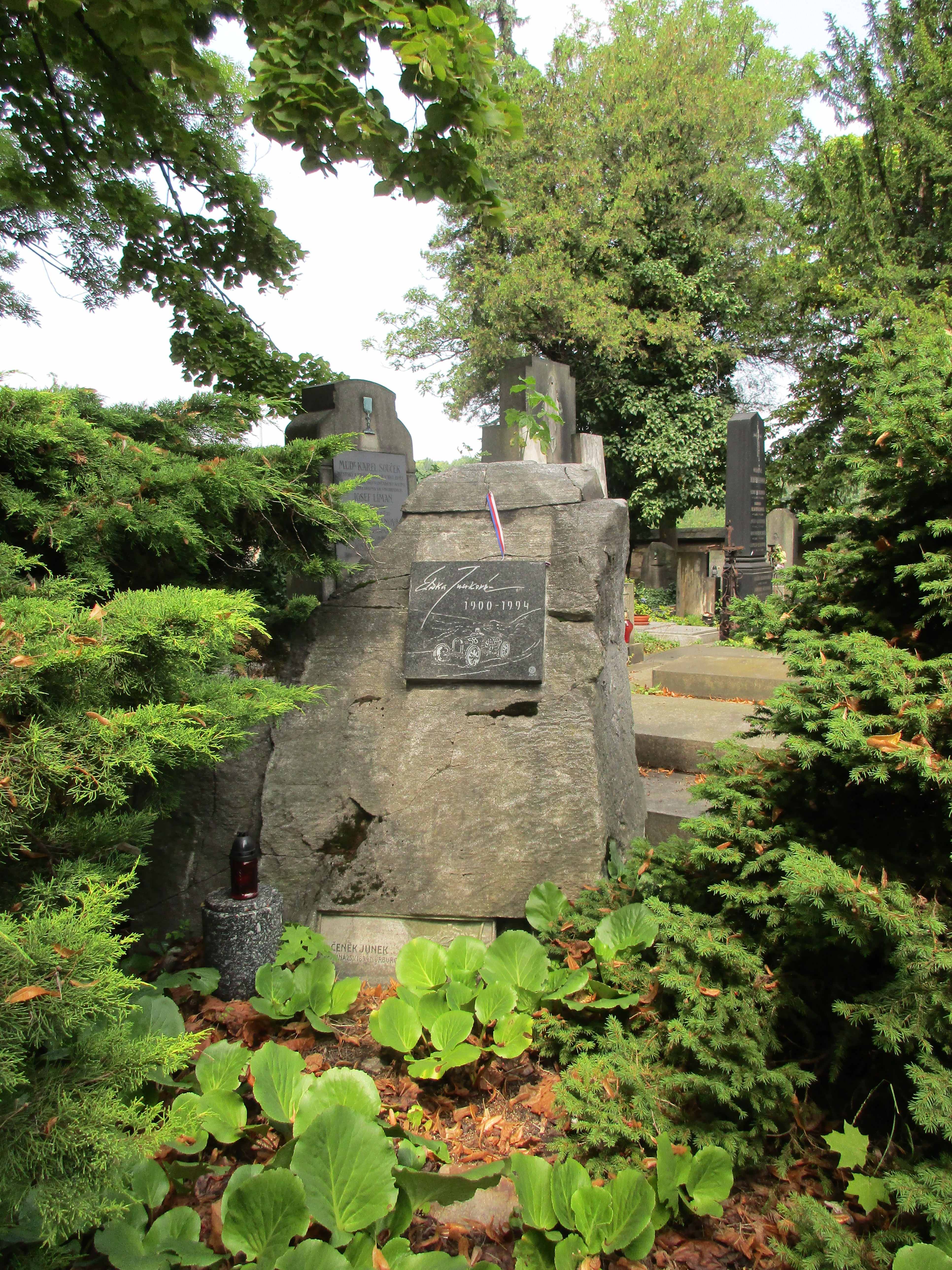
Grab von Čeněk Junek und Eliška Junková auf dem Friedhof Vinohrady

Čeněk Junek, eigentlich Vincenc Junek (* 25. Mai 1894 in Čermná; † 15. Juli 1928 am Nürburgring), war ein tschechoslowakischer Bankier und Automobilrennfahrer. Er war der erste Fahrer, der auf dem Nürburgring zu Tode kam.

## Leben
Junek wirkte zunächst in der Olmützer Niederlassung der Pražká úvěrní banka (Prager Creditbank), wo er 1917 Alžběta („Eliška“) Pospíšilová, seine spätere Frau, kennenlernte. Neben seiner Tätigkeit für die Bank war Junek ein begeisterter Automobilrennfahrer. 1922 heiratete er die nunmehrige Eliška Junková. Die Hochzeitsreise führte das Paar nach Karlsbad, wo es am Training zum Rennen Karlsbad–Marienbad teilnahm. 1922 ging er erstmals beim Bergrennen Zbraslav-Jíloviště an den Start und gewann es. Junek fuhr zuerst mit einem Mercedes und konnte schließlich von Ettore Bugatti einen der im Großen Preis von Frankreich 1923 eingesetzten, stromlinienförmigen Rennwagen des Typs 32 „Tank“ erwerben. Das Ehepaar bestritt damit 1923 und 1924 Rennen. Auf dem Bergrennen Zbraslav-Jíloviště von 1923 begleitete ihn seine Frau als Beifahrerin und Mechanikerin im Bugatti Type 30 und ab 1924 ging sie selber an den Start. 1924 erwarb Junek, der zu dieser Zeit Direktor bei der Prager Creditbank war, das Schloss Humburky, welches er 1925 an Rudolf Randák verkaufte.
1927 starteten die Eheleute Junek gemeinsam bei der Targa Florio auf Sizilien. Dabei lag der von seiner Frau gesteuerte Bugatti an der Spitzenposition, bevor er wegen eines Defektes ausschied. Nachdem ihn 1927 seine Frau dazu überreden konnte, sie für das Rennen um den Großen Preis von Deutschland auf dem Nürburgring anzumelden, startete Junek am 15. Juli 1928 selbst auf dem Nürburgring, während seine Frau das Rennen von der Tribüne aus verfolgte. Bei dem Rennen kam Junek mit seinem Bugatti Type 35B im Streckenabschnitt „Ex-Mühle“ von der Strecke ab und verunglückte tödlich. 
In seinem Geburtsort erinnert das vom Oldtimer Gentleman Car Club Čeňka Junka veranstaltete Oldtimer-Rennen Memorial of Čeněk Junek, für das Fahrzeuge mit Baujahr bis 1945 zugelassen sind, an Čeněk Junek. Die Grundschule in Dolní Čermná trägt seinen Namen.
Junek und Eliška Junková liegen auf dem Friedhof Vinohrady in Prag begraben.

## Erfolge
- 1922: Bergrennen Zbraslav-Jíloviště, 1. Platz
- 1923: Bergrennen Zbraslav-Jíloviště, 1. Platz